# Иван Стефанов (свещеник)
Вижте пояснителната страница за други личности с името Иван Стефанов.
Иван Георгиев Стефанов е български свещеник и революционер, деец на Вътрешната македоно-одринска революционна организация.

## Биография
Роден е в Болград, но е потомък на български преселници от Караагач, Одринско. Стефанов завършва Болградската българска гимназия и Киевската духовна академия. След това се мести в България и служи в Руския параклис (днес Руската църква „Свети Николай Чудотворец“) и в „Света София“ в София.
Иван Стефанов се включва активно в борбата за освобождение на Македония и Одринско от Османската империя. Става деец на ВМОРО и подслонява в дома си революционните водачи Гоце Делчев, Пере Тошев, Димитър Стефанов, Яне Сандански, Михаил Герджиков и други. Също така Стефанов предоставя мазето си за оръжеен склад на организацията, от където оръжието след това се пренася в Македония.